# Elophos zelleraria
Elophos zelleraria là một loài bướm đêm trong họ Geometridae.